# Masato Mihara
Masato Mihara (jap. 三原正人 Mihara Masato; ur. 1 maja 1959) – japoński judoka. Olimpijczyk z Los Angeles 1984, gdzie zajął siódme miejsce w wadze półciężkiej.
Uczestnik mistrzostw świata w 1981 roku. Mistrz Azji w 1984 roku.

## Letnie Igrzyska Olimpijskie 1984
| Konkurencja | Eliminacje           | Repasaże         | Klas. końcowa |
| Konkurencja | Przeciwnik I         | Przeciwnik I     | Miejsce       |
| ----------- | -------------------- | ---------------- | ------------- |
| 95 kg       | Ha Hyung-joo (KOR) p | Joe Meli (CAN) P | 7.            |